# Elecciones al Parlamento Andino de Perú de 2021
Las elecciones al Parlamento Andino de Perú de 2021 se llevaron a cabo el 11 de abril de 2021, en conjunto con las elecciones generales. En esta ocasión se eligieron la totalidad de 5 parlamentarios y 10 suplentes para el periodo 2021 - 2024.

## Sistema electoral
Se elegirán a 5 miembros a nivel nacional empleando el método de la cifra repartidora, con doble voto preferencial opcional. Asimismo, se elegirán dos suplentes por miembro, pertenecientes al mismo partido de cada parlamentario elegido.
Para las elecciones internas de los partidos, al menos las cuatro quintas partes del total de candidatos podrán ser elegidas mediante tres modalidades: con voto los afiliados y no afiliados; tan solo de los afiliados, o a través de los delegados elegidos por los órganos partidarios. Asimismo, una quinta parte del total podrán ser elegidos directamente por el órgano del partido que disponga en el Estatuto.

## Partidos y líderes
A continuación se muestra una lista de los partidos y alianzas electorales que participaron en la elección: 
| Candidatura | Candidatura | Partidos y alianzas                               | Líderes | Líderes                     | Ideología                                                           | Resultado previo | Resultado previo | Ref.  |
| Candidatura | Candidatura | Partidos y alianzas                               | Líderes | Líderes                     | Ideología                                                           | Votos (%)        | Esc.             | Ref.  |
| ----------- | ----------- | ------------------------------------------------- | ------- | --------------------------- | ------------------------------------------------------------------- | ---------------- | ---------------- | ----- |
|             | FP          | Lista - Fuerza Popular (FP)                       |         | Keiko Fujimori Higuchi      | Fujimorismo Conservadurismo social Populismo de derecha             | 38.10%           | 3                | [ 4 ] |
|             | FA          | Lista - Frente Amplio (FA)                        |         | Marco Arana Zegarra         | Socialismo Ecologismo Descentralización                             | 15.46%           | 1                | [ 4 ] |
|             | PPC         | Lista - Partido Popular Cristiano (PPC)           |         | Alberto Beingolea Delgado   | Democracia cristiana Liberalismo económico Conservadurismo social   | 8.15%            | 0                | [ 4 ] |
|             | AP          | Lista - Acción Popular (AP)                       |         | Mesías Guevara Amasifuén    | Partido atrapalotodo                                                | 8.01%            | 0                | [ 4 ] |
|             | APP         | Lista - Alianza para el Progreso (APP)            |         | César Acuña Peralta         | Liberalismo económico Conservadurismo liberal Populismo de derecha  | 7.57%            | 0                | [ 4 ] |
|             | SP          | Lista - Somos Perú (SP)                           |         | Patricia Li Sotelo          | Democracia cristiana Conservadurismo social                         | 7.57%            | 0                | [ 4 ] |
|             | DD          | Lista - Democracia Directa (DD)                   |         | Andrés Alcántara Paredes    | Socialismo Nacionalismo de izquierda Ecologismo                     | 5.02%            | 0                | [ 4 ] |
|             | AvP         | Lista - Avanza País (AvP)                         |         | Pedro Cenas Casamayor       | Conservadurismo liberal Liberalismo clásico                         | Nuevo            | Nuevo            | [ 4 ] |
|             | PNP         | Lista - Partido Nacionalista Peruano (PNP)        |         | Ollanta Humala Tasso        | Socialdemocracia Nacionalismo Reformismo                            | Nuevo            | Nuevo            | [ 4 ] |
|             | JP          | Lista - Juntos por el Perú (JP)                   |         | Roberto Sánchez Palomino    | Socialismo democrático Progresismo                                  | Nuevo            | Nuevo            | [ 4 ] |
|             | RP          | Lista - Renovación Popular (RP)                   |         | Rafael López-Aliaga Cazorla | Ultraconservadurismo Fundamentalismo cristiano Populismo de derecha | Nuevo            | Nuevo            | [ 4 ] |
|             | Frepap      | Lista - Frente Popular Agrícola del Perú (Frepap) |         | Ezequiel Ataucusi Molina    | Israelismo Fundamentalismo cristiano Populismo                      | Nuevo            | Nuevo            | [ 4 ] |
|             | PL          | Lista - Perú Libre (PL)                           |         | Vladimir Cerrón Rojas       | Socialismo del siglo XXI Marxismo-leninismo Mariateguismo           | Nuevo            | Nuevo            | [ 4 ] |
|             | PP          | Lista - Podemos Perú (PP)                         |         | José Luna Gálvez            | Conservadurismo social Populismo Nacionalismo                       | Nuevo            | Nuevo            | [ 4 ] |
|             | PM          | Lista - Partido Morado (PM)                       |         | Julio Guzmán Cáceres        | Centrismo Republicanismo Progresismo                                | Nuevo            | Nuevo            | [ 4 ] |
|             | RUNA        | Lista - Renacimiento Unido Nacional (RUNA)        |         | Ciro Gálvez Herrera         | Indigenismo Socialdemocracia Plurinacionalismo                      | Nuevo            | Nuevo            | [ 4 ] |

## Lista de Candidatos
A continuación la lista de candidatos al Parlamento Andino de cada partido político.

#### Acción Popular
| Acción Popular | Acción Popular                               |
| -------------- | -------------------------------------------- |
| 1              | Leslye Carol Lazo Villón                     |
| 2              | Fredy Dante Calisaya Quispe                  |
| 3              | Ana López Cueva                              |
| 4              | Carlos Marcelino Mendoza Gómez               |
| 5              | Gabriela del Pilar Coaguila Canaza           |
| 6              | Ricardo Hanno Zuñe Morales                   |
| 7              | Yessy Nélida Fabián Díaz (Excluido)          |
| 8              | Jean Carlo Gallegos Fernández                |
| 9              | Marina Vela Vera (Improcedente)              |
| 10             | Humberto Aguilar Durand                      |
| 11             | Victoria Luzmila Bravo Távara (Excluido)     |
| 12             | Alfredo Arsenio Pasco Malpica (Improcedente) |
| 13             | Sheila Andrea Egoavil Angulo                 |
| 14             | Armando Villanueva Mercado (Excluido)        |
| 15             | Sandra Lizet Silva Sánchez                   |
| 16             | Fredy Palacios Paiva                         |

#### Alianza para el Progreso
| Alianza para el Progreso | Alianza para el Progreso                       |
| ------------------------ | ---------------------------------------------- |
| 1                        | Omar Karim Chehade Moya                        |
| 2                        | Marisol Espinoza Cruz                          |
| 3                        | César Augusto Combina Salvatierra              |
| 4                        | Rocío del Pilar Rivera Cárdenas (Improcedente) |
| 5                        | Mario Javier Quispe Suárez                     |
| 6                        | Tania Rosalía Rodas Malca                      |
| 7                        | Walter Arturo Ramos Barón (Improcedente)       |
| 8                        | Ivone Ruth Tapia Vivas (Improcedente)          |
| 9                        | Javier Elisbán Peralta Huanca                  |
| 10                       | Raúl Miguel Olivera Rosas                      |
| 11                       | Luz Rebeca Cruz Tévez                          |
| 12                       | Jonhatan Jairo Ortiz Ramírez (Excluido)        |
| 13                       | Ana Lucia Ravines Merino                       |
| 14                       | José Antonio Palacios Obregón                  |
| 15                       | Jacqueline Giovana Servan Tello                |

#### Avanza País
| Avanza País | Avanza País                                    |
| ----------- | ---------------------------------------------- |
| 1           | Juan Carlos Ramírez Larizbeascoa               |
| 2           | Estelita Sonia Bustos Espinoza                 |
| 3           | Mario Francisco Zúñiga Martínez (Improcedente) |
| 4           | Nelly Lady Cuadros Candia                      |
| 5           | Ciro Salomón Feria Madrid (Excluido)           |
| 6           | Teresa del Pilar Rengifo Reátegui              |
| 7           | Óscar Eduardo Portilla Castillo (Excluido)     |
| 8           | Magda Narciza Mozo Rodríguez                   |
| 9           | Roso Alberto Rosales Kanemaczo                 |
| 10          | Elena María Cenas Casamayor (Improcedente)     |
| 11          | Justo Melvin Manrique Padilla                  |
| 12          | Lady Elizabeth Sánchez Malpartida              |
| 13          | Manuel Francisco Gasco Cruz                    |
| 14          | Clarita Mercedes López Ruiz                    |
| 15          | Jackson Raúl Alvarado Noteno                   |
| 16          | Blanca Rosa Mori Sánchez                       |

#### Democracia Directa
| Democracia Directa | Democracia Directa                           |
| ------------------ | -------------------------------------------- |
| 1                  | Vladimir Mateo Cárdenas Casas                |
| 2                  | Kely Flores Mas                              |
| 3                  | Ángel Neyra Olaychea                         |
| 4                  | Ninoska Gina Garcilazo Peralta               |
| 5                  | Charles Eyder Alcántara Paredes              |
| 6                  | Nicoll Paola López Villegas (Improcedente)   |
| 7                  | Helio Aniceto Luis Castañeda                 |
| 8                  | Elena Esther Castillo Lázaro                 |
| 9                  | Samuel Eliceo Garcilazo Peralta              |
| 10                 | Candy Jessenia Maquera Aymer (Excluido)      |
| 11                 | Ernesto Guillermo Velasco Vega               |
| 12                 | Mariela Marta Urbano Rivera                  |
| 13                 | Álex Junior Mejía Claros (Improcedente)      |
| 14                 | Narcisa Marcelina Rivera Rivas de Urbano     |
| 15                 | Ciro Pacheco Ranilla                         |
| 16                 | Santos Cecilia Benites Rosado (Improcedente) |

#### Frente Amplio
| Frente Amplio | Frente Amplio                                      |
| ------------- | -------------------------------------------------- |
| 1             | Víctor Raúl Maita Frisancho                        |
| 2             | Blanca Estela Cajahuanca Collao                    |
| 3             | Francisco Fernando Gutiérrez Delgado (Exclusión)   |
| 4             | Sandra Nahely Vargas Molina                        |
| 5             | Clodoaldo Godofredo Hilario Briceño (Improcedente) |
| 6             | Betsy Charloth Escobar Tejada                      |
| 7             | Rolando Humberto Cairo Vega (Exclusión)            |
| 8             | Norma Quispe Carrión (Improcedente)                |
| 9             | Alfonso Tenorio Polo (Exclusión)                   |
| 10            | Victoria Betzabe la Cruz Garcés                    |
| 11            | Washington Mori Andrade (Exclusión)                |
| 12            | Carmen Angélica Montoya Parra                      |
| 13            | Luis Ignacio Aquije Hernández (Exclusión)          |
| 14            | Katty Elisabeth Chancos Quispe (Exclusión)         |
| 15            | José Bernardino Medina Flores (Exclusión)          |
| 16            | Adela Palomino Fierro                              |

#### Frente Popular Agrícola del Perú
| Frente Popular Agrícola del Perú - FREPAP | Frente Popular Agrícola del Perú - FREPAP |
| ----------------------------------------- | ----------------------------------------- |
| 1                                         | Orlando Gerardo Pérez Rojas               |
| 2                                         | Fiorela Maricela Mancilla Aylas           |
| 3                                         | Eliseo Vicente Gonzales Mallma            |
| 4                                         | Mehida Prismila Albornoz Chambilla        |
| 5                                         | Domingo Guzmán Pimentel Sifuentes         |
| 6                                         | Justa Emerina Alarcón Vilca               |
| 7                                         | Segundo Francisco Aguinaga Gonzales       |
| 8                                         | Ernestina Tito Quispe (Renuncia)          |
| 9                                         | Julio Gregorio Mamani Mamani              |
| 10                                        | Elsa Gladys Viera Quispe                  |
| 11                                        | Pelagio Zenón Tineo Jaurigue              |
| 12                                        | Luz Marlene Esteban Ingaroca              |
| 13                                        | José Maquera Torres                       |
| 14                                        | Fernanda Yasmin Incaluque Quispe          |
| 15                                        | Gregorio Antay Ccaccya                    |
| 16                                        | Zenaida Alca Cence                        |

#### Fuerza Popular
| Fuerza Popular | Fuerza Popular                           |
| -------------- | ---------------------------------------- |
| 1              | Luis Fernando Galarreta Velarde          |
| 2              | Anakaren Sofía Aguilar Terrones          |
| 3              | Jaime Agustín Sobero Taira               |
| 4              | María Candelaria Ramos Rosales           |
| 5              | Felipe Homero Chácara Ramírez            |
| 6              | Felia Roxana Orosco Nutón (Improcedente) |
| 7              | Néstor Gustavo Encinas Tenazoa           |
| 8              | Patricia Mónica Herrera Barrientos       |
| 9              | Luis Eduardo Acuña Uscamayta             |
| 10             | Vilma Graciela Pacheco Cribillero        |
| 11             | Henry Javier Jahuira Roca                |
| 12             | Ariana Gabriela Ruiz Herrera             |
| 13             | Pedro Marbell Castro Alvarado            |
| 14             | Ruth Noemí Calderón Jayo                 |
| 15             | Juan Diego Cieza Arambulo                |
| 16             | Gabriela Milagros Soria Cruz             |

#### Juntos por el Perú
| Juntos por el Perú | Juntos por el Perú                            |
| ------------------ | --------------------------------------------- |
| 1                  | Luis Alberto Adrianzén Merino                 |
| 2                  | Aída del Carmen Jesús García-Naranjo Morales  |
| 3                  | Saúl Andrés Armacanqui Morales                |
| 4                  | Anahí Durand Guevara                          |
| 5                  | José Antonio de Echave Cáceres                |
| 6                  | Gloria Salinas Valdez                         |
| 7                  | Gregorio Nilver López Ames                    |
| 8                  | Claudia Faustina Coari Mamani                 |
| 9                  | Alberto Eugenio Quintanilla Chacón (Renuncia) |
| 10                 | Zoila Soledad Yauri Aquino                    |
| 11                 | Dante Alfonso Castro Arrasco                  |
| 12                 | Jennifer Denisse Sánchez Pacheco              |
| 13                 | Walter Amílcar Flores Choco                   |
| 14                 | Sofía Poccorpachi Espinoza                    |
| 15                 | Justino Meza Barreto                          |
| 16                 | Patricia María Quispe Rodríguez               |

#### Partido Morado
| Partido Morado | Partido Morado                           |
| -------------- | ---------------------------------------- |
| 1              | Zenaida Solís Gutiérrez                  |
| 2              | César Augusto Alvarado Laveriano         |
| 3              | Leonor Avelina Chambi Palero             |
| 4              | José Antonio Núñez Salas                 |
| 5              | Juana Esperanza Jara Céspedes            |
| 6              | Máximo Miguel Romero Huilca              |
| 7              | Elsa Riveros Bujaico                     |
| 8              | Félix Sandro Chávez Vásquez              |
| 9              | Maribel Sánchez Anderson                 |
| 10             | Mauricio Enrique Palomino Vidal          |
| 11             | Olga Esperanza Tejada Huamán             |
| 12             | Manuel Antonio Ato del Avellanal Carrera |
| 13             | Karol Elizabeth Valencia Yllapuma        |
| 14             | Augusto Thornberry Naggy (Renuncia)      |
| 15             | Milagros Elena Lizárraga Espinoza        |
| 16             | Juan Miguel Gamarra Ramos                |

#### Partido Nacionalista Peruano
| Partido Nacionalista Peruano | Partido Nacionalista Peruano            |
| ---------------------------- | --------------------------------------- |
| 1                            | Ana María del Milagro Salinas Medina    |
| 2                            | René Alexander Galarreta Achahuanco     |
| 3                            | Primitiva Pumahuaman Ccahua             |
| 4                            | Moisés Vidal Ramón Gonzales             |
| 5                            | Melida Milagros Pardo Cabezas           |
| 6                            | Juan Alberto Marquez Pando (Excluido)   |
| 7                            | Zoraida Rucoba Tapullima                |
| 8                            | Wilson Humberto Díaz Vílchez (Excluido) |
| 9                            | Sidia Nelia Dongo Cateriano (Excluido)  |
| 10                           | Milton Erick Guzmán Gutiérrez           |
| 11                           | Edda Norma Medrano Palomino             |
| 12                           | Alberto Huamán Tito                     |
| 13                           | Gina Barreto Salamanca                  |
| 14                           | Jesús Eduardo Mamani Machaca            |
| 15                           | María Luz Puntay Estrella               |
| 16                           | Rómulo Valentín del Pino                |

#### Partido Popular Cristiano
| Partido Popular Cristiano | Partido Popular Cristiano                     |
| ------------------------- | --------------------------------------------- |
| 1                         | Jorge Javier Koechlin von Stein               |
| 2                         | Raquel Margarita Ordoñez Matazoglio           |
| 3                         | Jeffrey Moises Kihien Palza                   |
| 4                         | Myriam de la Cruz Acosta de Lozano (Excluido) |
| 5                         | Jorge Antonio Salas Cedamanos                 |
| 6                         | Janet Erlinda Matienzo Durand                 |
| 7                         | Johan Christopher Saire Braga (Improcedente)  |
| 8                         | Gloria Alejandrina Reyes Mendoza              |
| 9                         | Marino Zosimo Trujillo Abarca                 |
| 10                        | Natalia Angelica Rodriguez Sotomayor          |
| 11                        | Paul Mauriccy Fernandez Tacza                 |
| 12                        | Mirna Jara Schoster                           |
| 13                        | Jorge Hugo Romero Bernales                    |
| 14                        | Rosmery Mariana Aquino Anglas                 |
| 15                        | Mariano Teófilo Huerta Ostos (Improcedente)   |
| 16                        | Giannina Mejía del Solar (Improcedente)       |

#### Perú Libre
| Perú Libre | Perú Libre                                |
| ---------- | ----------------------------------------- |
| 1          | Javier Arce Alvarado                      |
| 2          | Nury Guisela Jilapa Humpiri               |
| 3          | Yuri Cesar Castro Romero                  |
| 4          | Herminia Sarmiento Chambi                 |
| 5          | Carlos Rodrigo Shiraishi Orna             |
| 6          | Ilia Sandra Espinoza Manrique de Lara     |
| 7          | Rogelio Javier Huamani Carbajal           |
| 8          | Shila Karol Ysuiza Cumapa                 |
| 9          | Ruben Dario Apaza Añamuro                 |
| 10         | Patricia Dany Arauco Varillas             |
| 11         | José Pascual Palacios Mogollón (Excluido) |
| 12         | Mercedes Garcia Torres                    |
| 13         | Gliford Getulio Racacha Valladares        |
| 14         | Milca Lozano Mariño                       |
| 15         | Yuri Anito Montes Rojas                   |
| 16         | Hiriana Kiomara Cordoba Oliva             |

#### Podemos Perú
| Podemos Perú | Podemos Perú                                  |
| ------------ | --------------------------------------------- |
| 1            | José Luis Luna Morales                        |
| 2            | Jaqueline Cecilia García Rodríguez            |
| 3            | Percin Teodoro Deza Ureta (Excluido)          |
| 4            | Karen Rosa Sandoval Prado                     |
| 5            | Luis Felipe Castillo Oliva                    |
| 6            | Mirian Odaliz Rios Morales                    |
| 7            | Francisco Marco Antonio Cueva Ortiz           |
| 8            | Pilar Doris Samaniego Manrique                |
| 9            | Paulo Cesar Cunza Regalado                    |
| 10           | Silvia Karin Rioja Rivera                     |
| 11           | Miguel Ángel Monge Arana (Excluido)           |
| 12           | Esther Zela Malpartida Vargas (Excluido)      |
| 13           | Joan Franco Mendez Bazan                      |
| 14           | Aurea Esperanza Travezán de Torres (Excluido) |
| 15           | Renzo Ramirez Nieves                          |
| 16           | Ana Elvira Montes Ordoñez                     |

#### Renacimiento Unido Nacional
| Renacimiento Unido Nacional | Renacimiento Unido Nacional                  |
| --------------------------- | -------------------------------------------- |
| 1                           | Fidel Ramón Gonzales Quincho                 |
| 2                           | Yeni Mercedes Bazan Terrones                 |
| 3                           | Javier Otoniel Pardo Nima                    |
| 4                           | Herly Remuzgo Ambrosio                       |
| 5                           | German Fernandez Quispe                      |
| 6                           | Elizabeth Sandra Salas Llanquecha            |
| 7                           | Hugo Jhonny Villalva Huaman                  |
| 8                           | Hermelinda Rivadeneira Lucas                 |
| 9                           | Rene Royehr Leon Lantaron                    |
| 10                          | Andrea Chaiña Lima                           |
| 11                          | Eloy Espinoza Escajadillo                    |
| 12                          | Yhovana Maria Narvaez Contreras              |
| 13                          | Brasilio Felix Pariona Misari                |
| 14                          | Verónica Milagros Laura Vilca (Improcedente) |
| 15                          | Linder Trigozo López (Improcedente)          |
| 16                          | Lili Janet Carrasco Tuesta (Improcedente)    |

#### Renovación Popular
| Renovación Popular | Renovación Popular                |
| ------------------ | --------------------------------- |
| 1                  | Gustavo Adolfo Pacheco Villar     |
| 2                  | Sitza Lita Romero Peralta         |
| 3                  | Gilberto Lorenzo Diaz Peralta     |
| 4                  | Deisy Magaly Hurtado Saucedo      |
| 5                  | Rafael Alberto Savarain Echandia  |
| 6                  | Gloria Calero Romero de Ganoza    |
| 7                  | Wilfredo Zela Gonzales (Excluido) |
| 8                  | Lidia Haydee Coraicona Mendoza    |
| 9                  | José Luis Urviola Sanchez         |
| 10                 | Nancy Edith Perez Gonzales        |
| 11                 | Luis Alberto Moreno Tapia         |
| 12                 | Lissett Romina Diaz Valdez        |
| 13                 | Alfonso Tumpa Jahuira             |
| 14                 | Liz Magaly Tejada Salazar         |
| 15                 | Yuri Mejia Lopez                  |
| 16                 | Marylin Flores Guerra             |

#### Somos Perú
| Somos Perú | Somos Perú                                 |
| ---------- | ------------------------------------------ |
| 1          | Guillermo Alejandro Antonio Aliaga Pajares |
| 2          | Ruth Salazar Cerquin                       |
| 3          | Luis Reymundo Dioses Guzmán                |
| 4          | Teresa Jesús Castillo Huaman               |
| 5          | Jorge Luis Pérez Flores                    |
| 6          | Maria Soledad Ferreyros Castañeda          |
| 7          | Isaac Chávez Sánchez                       |
| 8          | Ivonne Susan Príncipe Rengifo              |
| 9          | Braulio Jhony Reyes Crisolo                |
| 10         | Mónica Elizabeth Moreno Fuentes            |
| 11         | Cesar Camilo Landeo López                  |
| 12         | Rosa Avelina Salinas Cruz                  |
| 13         | Neil Álex Jaramillo Bravo                  |
| 14         | Melany Cindy Tejada Ticona                 |
| 15         | Juan Alarico Morales Córdova               |
| 16         | Iriset Pamela Marín Tovar                  |

## Resultados

### Nacional
|  | 16.21 % |

|  | 11.85 % |

|  | 10.38 % |

|  | 9.13 % |

|  | 8.72 % |

|  | 7.09 % |

|  | 6.98 % |

|  | 6.76 % |

|  | 6.36 % |

|  | 5.53 % |

|  | 4.24 % |

|  | 1.99 % |

|  | 1.69 % |

|  | 1.21 % |

|  | 0.97 % |

|  | 0.91 % |

### Listado de parlamentarios 2021-2026
| Candidatos electos               | Partido            | Votos   |
| -------------------------------- | ------------------ | ------- |
| Javier Arce Alvarado             | Perú Libre         | 180,135 |
| Luis Galarreta                   | Fuerza Popular     | 113,692 |
| Gustavo Pacheco Villar           | Renovación Popular | 158,260 |
| Leslye Lazo                      | Acción Popular     | 132,506 |
| Juan Carlos Ramírez Larizbeascoa | Avanza País        | 117,396 |

| Candidatos suplentes electos | Partido            | Votos   |
| ---------------------------- | ------------------ | ------- |
| Nury Jilapa Humpiri          | Perú Libre         | 122,269 |
| Yuri Castro Romero           | Perú Libre         | 74,319  |
| Anakaren Aguilar Terrones    | Fuerza Popular     | 83,351  |
| Jaime Sobero Taira           | Fuerza Popular     | 38,610  |
| Sitza Romero Peralta         | Renovación Popular | 114,669 |
| Gilberto Díaz Peralta        | Renovación Popular | 35,743  |
| Fredy Calisaya Quispe        | Acción Popular     | 90,207  |
| Ana López Cueva              | Acción Popular     | 48,983  |
| Estelita Bustos              | Avanza País        | 75,510  |
| Nelly Cuadros Candia         | Avanza País        | 29,421  |